# العلاقات الكوبية الموريشيوسية
العلاقات الكوبية الموريشيوسية هي العلاقات الثنائية التي تجمع بين كوبا وموريشيوس.

## مقارنة بين البلدين
هذه مقارنة عامة ومرجعية للدولتين:
| وجه المقارنة                                              | كوبا                              | موريشيوس                 |
| --------------------------------------------------------- | --------------------------------- | ------------------------ |
| المساحة (كم2)                                             | 109.88 ألف                        | 2.04 ألف                 |
| عدد السكان (نسمة)                                         | 11.48 مليون                       | 1.26 مليون               |
| الكثافة السكانية (ن./كم²)                                 | 104.48                            | 617.65                   |
| العاصمة                                                   | هافانا                            | بورت لويس                |
| اللغة الرسمية                                             | اللغة الإسبانية                   | لغة إنجليزية، لغة فرنسية |
| العملة                                                    | بيزو كوبي، بيزو كوبي قابل للتحويل | روبي موريشي              |
| الناتج المحلي الإجمالي (بليون دولار)                      | 87.13 مليار                       | 13.34 مليار              |
| الناتج المحلي الإجمالي (تعادل القوة الشرائية) بليون دولار |                                   | 25.36 مليار              |
| الناتج المحلي الإجمالي الاسمي للفرد دولار أمريكي          |                                   | 9.25 ألف                 |
| الناتج المحلي الإجمالي للفرد دولار أمريكي                 |                                   | 18.59 ألف                |
| مؤشر التنمية البشرية                                      | 0.769                             | 0.777                    |
| رمز المكالمات الدولي                                      | +53                               | +230                     |
| رمز الإنترنت                                              | .cu                               | .mu                      |
| المنطقة الزمنية                                           | 00                                | ت ع م+04:00              |

## منظمات دولية مشتركة
يشترك البلدان في عضوية مجموعة من المنظمات الدولية، منها:
| علم المنظمة | اسم المنظمة                                 | تاريخ انضمام كوبا | تاريخ انضمام موريشيوس |
| ----------- | ------------------------------------------- | ----------------- | --------------------- |
|             | منظمة التجارة العالمية                      | ?                 | ?                     |
|             | الاتحاد الدولي للاتصالات                    | 16 يناير 1918     | 30 أغسطس 1969         |
|             | تحالف الدول الجزرية الصغيرة                 | ?                 | ?                     |
|             | المنظمة الهيدروغرافية الدولية               | ?                 | ?                     |
|             | منظمة حظر الأسلحة الكيميائية                | ?                 | ?                     |
|             | يونسكو                                      | 29 أغسطس 1947     | 25 أكتوبر 1968        |
|             | الأمم المتحدة                               | 24 أكتوبر 1945    | 24 أبريل 1968         |
|             | الاتحاد البريدي العالمي                     | ?                 | ?                     |
|             | منظمة الشرطة الجنائية الدولية               | ?                 | ?                     |
|             | مجموعة دول أفريقيا والكاريبي والمحيط الهادئ | ?                 | ?                     |

## وصلات خارجية
- موقع وزارة الخارجية الكوبية